# Lilli Palmer Theatre
Lilli Palmer Theatre, conosciuta anche come Theatre Royal, è una serie televisiva statunitense e britannica in 34 episodi trasmessi per la prima volta nel corso di una sola stagione dal 1955 al 1956.
È una serie di tipo antologico in cui ogni episodio rappresenta una storia a sé. Gli episodi sono storie di genere drammatico e vengono presentati da Lilli Palmer.

## Interpreti
La serie vede la partecipazione di diversi attori, alcuni dei quali interpretarono diversi ruoli in più di un episodio.
- Roddy Hughes (3 episodi, 1955-1956)
- Ian Fleming (3 episodi, 1955-1956)
- Brian Wilde (3 episodi, 1956)
- Eric Portman (2 episodi, 1955-1956)
- Andrew Cruickshank (2 episodi, 1956)
- William Franklyn (2 episodi, 1956)
- Alan Tilvern (2 episodi, 1955-1956)
- Brenda Hogan (2 episodi, 1956)
- Fred Kitchen Jr. (2 episodi, 1956)
- Elizabeth Kentish (2 episodi, 1955-1956)
- Robert Cawdron (2 episodi, 1956)
- Gerald Lawson (2 episodi, 1955)
- Vi Stevens (2 episodi, 1955-1956)
- Philip Lennard (2 episodi, 1956)
- Ivor Dean (2 episodi, 1955-1956)
- Ralph Michael (2 episodi, 1956)
- Marius Goring (2 episodi, 1955-1956)
- Hilda Barry (2 episodi, 1955)
- Harold Young (2 episodi, 1956)
- Eddie Byrne (2 episodi, 1955-1956)
- Harry Ross (2 episodi, 1955-1956)
- Raymond Rollett (2 episodi, 1955)
- Tony Sympson (2 episodi, 1955)
- Damaris Hayman (2 episodi, 1956)
- Joyce Barbour (2 episodi, 1955-1956)
- Wendy Hiller (2 episodi, 1955-1956)
- Ursula Howells (2 episodi, 1956)

## Produzione
La serie fu prodotta da Towers of London Productions.

### Registi
Tra i registi sono accreditati:
- Don Chaffey in 16 episodi (1955-1956)
- Dennis Vance in 5 episodi (1955-1956)
- Quentin Lawrence in 3 episodi (1956)
- John Mitchell in 2 episodi (1955-1956)
- Leonard Brett in 2 episodi (1955)
- Desmond Davis in 2 episodi (1955)

### Sceneggiatori
Tra gli sceneggiatori sono accreditati:
- George F. Kerr in 4 episodi (1955-1956)
- John Kruse in 3 episodi (1955-1956)
- Alan Tarrant in 3 episodi (1955-1956)
- Giles Cooper in 3 episodi (1955)
- James Parish in 3 episodi (1956)
- Desmond Davis in 2 episodi (1955)
- Robert Louis Stevenson in 2 episodi (1955)

## Distribuzione
La serie fu trasmessa nel Regno Unito sulla Associated Television dal 25 settembre 1955 al 13 maggio 1956 e negli Stati Uniti dove è conosciuta anche con il titolo Lilli Palmer presents The Quality Theatre.

## Episodi
| Stagione       | Episodi | Prima TV USA |
| -------------- | ------- | ------------ |
| Prima stagione | 34      | 1955-1956    |